# Іванов В'ячеслав Всеволодович
В'ячеслав Всеволодович Іванов (нар. 21 серпня 1929, Москва — 7 жовтня 2017) — російський лінгвіст, літературознавець, видатний індоєвропеїст, один із засновників математичної лінгвістики та семіотики культури; академік РАН (2000), академік РАПН (1991), професор Відділу слов'янських та східноєвропейських мов і літератур Каліфорнійського університету, Лос-Анджелес (UCLA), директор Інституту світової культури МДУ, директор Російської антропологічної школи РДГУ, голова Опікунської ради Фонду фундаментальних лінгвістичних досліджень.

## Біографія
Народився 21 серпня 1929 року в родині письменника Всеволода Іванова. У дитинстві переніс важку хворобу, що стало причиною отримання домашньої освіти. У 1941—1943 роках перебував у евакуації в Ташкенті. У 1946 році закінчив школу, в 1951 році — філологічний факультет Московського державного університету. У 1955 році отримав ступінь доктора філологічних наук за кандидатську дисертацію про відношення клинописної хеттської мови до інших індоєвропейських. Дисертація не була затверджена ВАКом через втрату дисертації. Повторно отримав ступінь доктора в 1978 році в Вільнюському університеті за роботу про балтійське та слов'янське дієслово. У 1956—1958 роках керував семінаром з математичної лінгвістики МДУ.
У 1958 році був звільнений з МДУ за незгоду з офіційною оцінкою роману Бориса Пастернака «Доктор Живаго» та за підтримку поглядів Романа Якобсона. Рішення про звільнення було офіційно скасовано як помилкове в 1988 році.
У 1959—1961 роках завідувач групою машинного перекладу Інституту точної механіки та обчислювальної техніки і голова Лінгвістичної Секції академічного Наукової Ради з кібернетики. У 1961—1989 роках завідувач сектором структурної типології Інституту слов'янознавства. У 1989—1993 роках директор Бібліотеки іноземної літератури. У 1989—1994 роках завідувач кафедри теорії та історії світової культури МДУ. З 1992 року директор Інституту світової культури МДУ. З 2003 року директор Російської антропологічної школи. З 2010 року — один із засновників та Голова Опікунської ради Фонду фундаментальних лінгвістичних досліджень.
У 1989—2001 роках професор Стенфордського університету на Кафедрі слов'янських мов і літератур. З 1992 року був професором Кафедри слов'янських мов і літератур та Програми індоєвропейських досліджень Каліфорнійського університету в Лос-Анджелесі.

## Наукова діяльність
Дослідження В. В. Іванова присвячені різним темам історичного та порівняльного мовознавства (насамперед індоєвропейських мов), психолінгвістиці, семіотиці, математичної лінгвістики, літературознавства, історії культури, антропології. Бібліографія його наукових праць включає більше тисячі пунктів. Опублікував переклади з вісімнадцяти мов. Доктор філологічних наук (1955, дисертація не затверджена і загублена ВАКом, повторно в 1978 році).
Спільно з В. М. Топоровим написав дві монографії і багато статей з семіотики слов'янської культури.
Спільно з Т. В. Гамкрелідзе є автором фундаментальної праці «Індоєвропейська мова та індоєвропейці», де досліджується граматика і лексика гіпотетичної прамови всіх індоєвропейських мов, намічена реконструкція основних характеристик соціальної організації, релігії та матеріальної культури праіндоевропейців, а також — з використанням археологічних даних — розглядається питання про походження індоєвропейців. У книзі вперше висунута т. н. «Вірменська гіпотеза».

## Про Путіна
Фрагмент інтерв'ю Євгенії Альбац (російський часопис «The New Times», 2012)
| | \| — Ви не припускаєте, що Путін може піти на лібералізацію режиму? — Ось це просто неможливо. Тому що у нього патологічна пристрасть, я думаю, до грошей. Не до влади - тоді можна було б просто його зробити «Його Величністю». Він, напевно, про це думає. Але він боязкий. Якби не боявся, то став би імператором. Але любить він все-таки символічні гроші. Ну навіщо, скажіть, йому потрібно стільки? Це ненормальність, але серйозна ненормальність: він розуміє, що тікати йому буде нікуди - хоча це був би найкращий варіант, якби він сів у літак і полетів би, скажімо, до Фінляндії або Італію. Але далі почнуться розслідування, Інтерпол та інші неприємності - він це розуміє. Я в його особі читаю суміш боягузтва, невеликого розуму, бездарності і якихось пригнічених комплексів, які роблять його дуже небезпечною особою. Боюся, що він уявив себе втіленням національного духу або щось в цьому роді є у нього... Він бандит. Бандит вміє дуже багато робити. Сталін був бандитом. Ось, мабуть, в цьому сенсі його можна порівняти зі Сталіним, тому що Сталін був теж нерозумна і нездатна людина. Але бандит. А ті, з ким він грав в політичну гру... вони його все-таки сприймали як людину. А людиною він не був, у нього не було людських емоцій. Я думаю, що у Путіна тільки до собаки[en] є людські почуття. Я думаю, що ні до кого з оточуючих у нього ніяких почуттів немає. Розумієте, людина без людських почуттів — це жахливо. У чому помилка Ходорковського? Ходорковський думав, що через те, що вони їдять шашлики, які смажив Абрамович, вони стають якщо не друзями, то людьми в якихось людських відносинах. А з ним ніяких людських відносин бути не може. — Чому ви так в цьому впевнені? — Я з ним трошки розмовляв — відразу після арешту Ходорковського. Я йому сказав, що Ходорковський, по-моєму, заслуговує добрих слів, оскільки він розуміє, що потрібно науку фінансувати. Путін тоді був президентом і вручав мені медаль. Тобто це були ті часи, коли він ще не зняв маски. Але коли я вимовив ім'я Ходорковського, він позеленів. Реакція була біологічною. Переді мною вже ніякої маски не було, а був страшна, кривава людина. Ось я своїми очима це бачив. Тому все, що відбувалося потім, мене вже нічого не дивувало.[12]Оригінальний текст (рос.) [— Вы не допускаете, что Путин может пойти на либерализацию режима? — Вот это просто невозможно. — Почему? — Потому что у него патологическая страсть, я думаю, к деньгам. Не к власти — тогда можно было бы просто его сделать «Его Величеством». Он, наверное, об этом думает. Но он труслив. Если бы не боялся, то стал бы императором. Но любит он все-таки символические деньги. Ну зачем, скажите, ему нужно столько? Это ненормальность, но серьезная ненормальность: он понимает, что бежать ему будет некуда — хотя это был бы наилучший вариант, если бы он сел в самолет и улетел бы, скажем, в Финляндию или Италию. Но дальше начнутся расследования, Интерпол и прочие неприятности — он это понимает. Я в его лице читаю смесь трусости, небольшого ума, бездарности и каких-то подавленных комплексов, которые делают его очень опасной личностью. Боюсь, что он вообразил себя воплощением национального духа или что-то в этом роде есть у него. Отсюда и эти игры с РПЦ. — В смысле — «всякая власть от Бога», РПЦ становится для него источником недостающей легитимности? — Я и говорю, если бы он не боялся, то короновался бы. Еще, может быть, и коронуют… — Многие с вами не согласятся, скажут, что вы недооцениваете ум и хваткость ВВП: он разделался с олигархами, кого-то заставил бежать в эмиграцию, кого-то, как Ходорковского, посадил — другие выучили урок. Он заставил бизнесы платить налоги — его предшественники, ни один, этого не смогли, он приучил, что без его решения ничего в стране не случается — ни большие сделки купли-продажи, ни обогащение, ни инвестиции… — Он бандит. Бандит умеет очень много делать. Сталин был бандитом. Вот, пожалуй, в этом смысле он сопоставим со Сталиным, потому что Сталин был тоже неумный и неспособный человек. Но бандит. А те, с кем он играл в политическую игру, даже Бухарин, который с ним как бы дружил, они его все-таки воспринимали как человека. А человеком он не был, у него не было человеческих эмоций. Я думаю, что у Путина только к собаке есть человеческие чувства. Я думаю, что ни к кому из окружающих у него никаких чувств нет. Понимаете, человек без человеческих чувств — это ужасно. В чем ошибка Ходорковского? Ходорковский думал, что оттого что они едят шашлыки, которые жарил Абрамович, они становятся если не друзьями, то людьми в каких-то человеческих отношениях. А с ним никаких человеческих отношений быть не может. — Почему вы так в этом уверены? — Я с ним немножко разговаривал — сразу после ареста Ходорковского. Я ему сказал, что Ходорковский, по-моему, заслуживает хороших слов, поскольку он понимает, что нужно науку финансировать. Путин тогда был президентом и вручал мне медаль. То есть это были те времена, когда он еще не снял маски. Но когда я произнес имя Ходорковского, он позеленел. Реакция была биологическая. Передо мной уже никакой маски не было, а был страшный, кровавый человек. Вот я своими глазами это видел. Поэтому все, что происходило потом, меня уже ничего не удивляло.] Помилка: [undefined] Помилка: {{Lang}}: немає тексту (допомога): текст вже має курсивний шрифт (допомога) \| |
| — Ви не припускаєте, що Путін може піти на лібералізацію режиму? — Ось це просто неможливо. Тому що у нього патологічна пристрасть, я думаю, до грошей. Не до влади - тоді можна було б просто його зробити «Його Величністю». Він, напевно, про це думає. Але він боязкий. Якби не боявся, то став би імператором. Але любить він все-таки символічні гроші. Ну навіщо, скажіть, йому потрібно стільки? Це ненормальність, але серйозна ненормальність: він розуміє, що тікати йому буде нікуди - хоча це був би найкращий варіант, якби він сів у літак і полетів би, скажімо, до Фінляндії або Італію. Але далі почнуться розслідування, Інтерпол та інші неприємності - він це розуміє. Я в його особі читаю суміш боягузтва, невеликого розуму, бездарності і якихось пригнічених комплексів, які роблять його дуже небезпечною особою. Боюся, що він уявив себе втіленням національного духу або щось в цьому роді є у нього... Він бандит. Бандит вміє дуже багато робити. Сталін був бандитом. Ось, мабуть, в цьому сенсі його можна порівняти зі Сталіним, тому що Сталін був теж нерозумна і нездатна людина. Але бандит. А ті, з ким він грав в політичну гру... вони його все-таки сприймали як людину. А людиною він не був, у нього не було людських емоцій. Я думаю, що у Путіна тільки до собаки є людські почуття. Я думаю, що ні до кого з оточуючих у нього ніяких почуттів немає. Розумієте, людина без людських почуттів — це жахливо. У чому помилка Ходорковського? Ходорковський думав, що через те, що вони їдять шашлики, які смажив Абрамович, вони стають якщо не друзями, то людьми в якихось людських відносинах. А з ним ніяких людських відносин бути не може. — Чому ви так в цьому впевнені? — Я з ним трошки розмовляв — відразу після арешту Ходорковського. Я йому сказав, що Ходорковський, по-моєму, заслуговує добрих слів, оскільки він розуміє, що потрібно науку фінансувати. Путін тоді був президентом і вручав мені медаль. Тобто це були ті часи, коли він ще не зняв маски. Але коли я вимовив ім'я Ходорковського, він позеленів. Реакція була біологічною. Переді мною вже ніякої маски не було, а був страшна, кривава людина. Ось я своїми очима це бачив. Тому все, що відбувалося потім, мене вже нічого не дивувало.Оригінальний текст (рос.) [— Вы не допускаете, что Путин может пойти на либерализацию режима? — Вот это просто невозможно. — Почему? — Потому что у него патологическая страсть, я думаю, к деньгам. Не к власти — тогда можно было бы просто его сделать «Его Величеством». Он, наверное, об этом думает. Но он труслив. Если бы не боялся, то стал бы императором. Но любит он все-таки символические деньги. Ну зачем, скажите, ему нужно столько? Это ненормальность, но серьезная ненормальность: он понимает, что бежать ему будет некуда — хотя это был бы наилучший вариант, если бы он сел в самолет и улетел бы, скажем, в Финляндию или Италию. Но дальше начнутся расследования, Интерпол и прочие неприятности — он это понимает. Я в его лице читаю смесь трусости, небольшого ума, бездарности и каких-то подавленных комплексов, которые делают его очень опасной личностью. Боюсь, что он вообразил себя воплощением национального духа или что-то в этом роде есть у него. Отсюда и эти игры с РПЦ. — В смысле — «всякая власть от Бога», РПЦ становится для него источником недостающей легитимности? — Я и говорю, если бы он не боялся, то короновался бы. Еще, может быть, и коронуют… — Многие с вами не согласятся, скажут, что вы недооцениваете ум и хваткость ВВП: он разделался с олигархами, кого-то заставил бежать в эмиграцию, кого-то, как Ходорковского, посадил — другие выучили урок. Он заставил бизнесы платить налоги — его предшественники, ни один, этого не смогли, он приучил, что без его решения ничего в стране не случается — ни большие сделки купли-продажи, ни обогащение, ни инвестиции… — Он бандит. Бандит умеет очень много делать. Сталин был бандитом. Вот, пожалуй, в этом смысле он сопоставим со Сталиным, потому что Сталин был тоже неумный и неспособный человек. Но бандит. А те, с кем он играл в политическую игру, даже Бухарин, который с ним как бы дружил, они его все-таки воспринимали как человека. А человеком он не был, у него не было человеческих эмоций. Я думаю, что у Путина только к собаке есть человеческие чувства. Я думаю, что ни к кому из окружающих у него никаких чувств нет. Понимаете, человек без человеческих чувств — это ужасно. В чем ошибка Ходорковского? Ходорковский думал, что оттого что они едят шашлыки, которые жарил Абрамович, они становятся если не друзьями, то людьми в каких-то человеческих отношениях. А с ним никаких человеческих отношений быть не может. — Почему вы так в этом уверены? — Я с ним немножко разговаривал — сразу после ареста Ходорковского. Я ему сказал, что Ходорковский, по-моему, заслуживает хороших слов, поскольку он понимает, что нужно науку финансировать. Путин тогда был президентом и вручал мне медаль. То есть это были те времена, когда он еще не снял маски. Но когда я произнес имя Ходорковского, он позеленел. Реакция была биологическая. Передо мной уже никакой маски не было, а был страшный, кровавый человек. Вот я своими глазами это видел. Поэтому все, что происходило потом, меня уже ничего не удивляло.] Помилка: [undefined] Помилка: {{Lang}}: немає тексту (допомога): текст вже має курсивний шрифт (допомога) | |

## Про Росію
Фрагмент останнього інтерв'ю російській службі Радіо «Свобода» у 2017 р.:
|  | ...я як і раніше вважаю, що історія має велику міць. І люди, які суперечать історії, повинні за це поплатитися. Питання зараз, звичайно, в часі, в тому, що технологія, сучасна наука нав'язує нам прискорення, дуже швидкі терміни. А розвиток мас, розвиток уявлень великого натовпу, то, з чим мають справу ЗМІ, це все значно більш уповільнене. Тому деякий конфлікт реальної хронології і того, що нам здається розумним, має місце. Проте, я думаю, що достатня кількість просто мислячих людей в межах нашої країни в змозі вирішити основну частину проблем. Як вони вирішать, в яких державних, національних, релігійних межах може здійснитися рішення зараз нам важко сказати. Я маю на увазі цілком реальну загрозу виділення окремих автономних областей і республік, скажімо, з мусульманським населенням. Я маю на увазі можливість взагалі поділу Росії на європейську та азіатську частину. |

## Основні праці. Монографії
- Труды по этимологии индоевропейских и переднеазиатских языков. Т.1. Индоевропейские корни в хеттском языке. М., ЯСК-Знак. 2007. 562 стр. 800 экз. (кандидатская диссертация, написана в 1955 году, опубликована в 2007 году)
- Иванов Вяч. Вс., Топоров В. Н. Санскрит. (Серия «Языки зарубежного Востока и Африки») М., ИВЛ. 1960. 134 стр. 1300 экз. (англ.пер. 1968)
- Хеттский язык. (Серия «Языки зарубежного Востока и Африки») М., ИВЛ. 1963. 222 стр. 2100 экз. 2-е изд., доп. М., УРСС. 2001.
- Общеиндоевропейская, праславянская и анатолийская языковые системы. (Сравнительно-типологические очерки). М., Наука. 1965. 298 стр. 2000 экз.
- Иванов Вяч. Вс., Топоров В. Н. Славянские языковые моделирующие семиотические системы: (Древний период). М., Наука. 1965. 246 стр. 2400 экз.
- Иванов Вяч. Вс., Топоров В. Н. Исследования в области славянских древностей: (Лексические и фразеологические вопросы реконструкции текстов). М., Наука. 1974. 342 стр. 2600 экз.
- Очерки по истории семиотики в СССР [Архівовано 11 січня 2012 у Wayback Machine.]. М., Наука. 1976. 303 стр. 5000 экз. (нем.пер.1985)
- Чёт и нечет: Асимметрия мозга и знаковых систем [Архівовано 12 лютого 2012 у Wayback Machine.]. М., Советское радио. 1978. 185 стр. 40000 экз. (Кибернетика) (нем.пер.1983, рум.пер.1986, латыш.перераб.изд. Рига, Зинатне.1990)
- Славянский, балтийский и раннебалканский глагол. Индоевропейские истоки. М., Наука. 1981. 271 стр. 2150 экз.
- История славянских и балканских названий металлов. М., Наука. 1983. 197 стр. 2100 экз.
- Иванов Вяч. Вс., Гамкрелидзе Т. В. Индоевропейский язык и индоевропейцы. Реконструкция и историко-типологический анализ праязыка и протокультуры. В 2 т. Тб., 1984. 5000 экз. [Архівовано 18 січня 2012 у Wayback Machine.] = Благовещенск,1998. (engl. trans. by J.Nichols. Berlin; New-York. 1995).
- Взгляд на русский роман в 1992 году. М., Рудомино. 1993. 16 стр.
- Russian Civilization. Уч.пособие. 1994. 109 p.
- The archives of the Russian Orthodox Church of Alaska, Aleutian and Kuril Islands (1794—1912): An attempt at a multisemiotic society. Washington, 1996.
- The Russian orthodox church of Alaska and the Aleutian Islands and its relation to native American traditions — an attempt at a multicultural society, 1794—1912. Washington: Libr. of Congr., 1997
- Хлебњиков и наука. / С рус. према рукопису прев. Радмила Мечанин. Београд, Нар.кн./Алфа. 2003.
- Лингвистика третьего тысячелетия. М., ЯСК. 2004. 177 стр.
- Наука о человеке: введение в современную антропологию. М., РГГУ. 2004. 194 стр.
- Дуальные структуры в антропологии: курс лекций. (Серия «Библиотека РАШ». Вып.2) М., РГГУ. 2008. 329 стр.

## Вибрані статті
- Избранные труды по семиотике и истории культуры. М.: 1999-2010-.
  - Т. 1. Знаковые системы. Кино. Поэтика. М.: Языки русской культуры, 1999. 912 стр.
    - С. 13-140. Разыскания о поэтике Пастернака. От бури к бабочке.
    - С. 141—378. Эстетика Эйзенштейна.
    - С. 379—602. Нечет и чет. Асимметрия мозга и знаковых систем.
    - С. 603—812. Очерки по предыстории и истории семиотики.
    - С. 813—909. Список трудов Вяч. Вс. Иванова.

  - Т. 2. Статьи по русской литературе. М.: Языки русской культуры, 2000. 880 стр.
  - Т. 3. Сравнительное литературоведение. Всемирная литература. Стиховедение. М.: Языки славянской культуры, 2004. 818 стр.
  - Т. 4. Семиотика культуры, искусства, науки. М.: Языки славянской культуры, 2007. 794 стр. 800 экз.
  - Т. 5. Мифология и фольклор. М.: Знак, 2009. 372 стр. 1000 экз.
  - Т. 6. История науки. Недавнее прошлое (XX век). М.: Знак, 2009. 384 стр. 800 экз.
  - Т. 7. Труды по истории науки. М.: Знак, 2010. 720 стр.
- Публикации на сайте Русской Антропологической Школы [Архівовано 4 лютого 2012 у Wayback Machine.]
- Россия и гнозис [Архівовано 11 березня 2012 у Wayback Machine.]
- Античное переосмысление архаических мифов [Архівовано 12 березня 2012 у Wayback Machine.]
- Эйзенштейн и культуры Японии и Китая [Архівовано 12 березня 2012 у Wayback Machine.]
- Заумь и театр абсурда у Хлебникова и обэриутов в свете современной лингвистической теории [Архівовано 11 березня 2012 у Wayback Machine.]
- Монтаж как принцип построения в культуре первой половины XX в. [Архівовано 20 січня 2012 у Wayback Machine.]
- Аввакумова доля [Архівовано 10 листопада 2012 у Wayback Machine.] — статья о Варламе Шаламове
- Поэзия Шаламова [Архівовано 9 листопада 2012 у Wayback Machine.] — выступление на Шаламовской конференции в июне 2011 г., помимо анализа принципов шаламовской поэзии рассказывается об отношениях с А. И. Солженицыным.
- Лингвистика третьего тысячелетия: Вопросы к будущему [Архівовано 5 березня 2016 у Wayback Machine.]

## Переклади
- Гюго В. Закаты. // Собр. соч. В 15 т. М., ГЛИ. 1953. С.456-460.
- Перевод стихов и эпиграфов в кн.: Скотт В. Айвенго. М.-Л., Детгиз. 1953. Скотт В. Квентин Дорвард. М.,1958.
- Райнис Я. Одинокая вершина. // Избр. произв. Л., 1953. С.98.
- Перевод отдельных стихов: Байрон Дж. Г. Избранные стихи и поэмы. М., ГЛИ. 1954.
- Дельбрюк Б. Введение в изучение индоевропейских языков. // Хрестоматия по истории языкознания 19-20 вв. М., 1956. С.177-187.
- Ульдалль Х. Глоссематика. 1 часть. // Новое в лингвистике. I. М.,1960.
- Тувим Ю. 2 стихотворения. // ИЛ. 1963. № 12. С.176.
- Хэмп Э. Словарь американской лингвистической терминологии. М., 1964. 264 стр.
- Лопе де Вега. Без тайн нет и любви. // Собр. соч. Т.6. М., 1965. С.393-516.
- Кьеркегор С. Или-или. // История эстетики. Т.3. М., 1967.
- Соссюр Ф. де. Анаграммы. // Избр. соч. М., 1977.
- Угаритский эпос. // Красные листья. М., 1980. С.568-584.
- Бажан М. Стихотворения. // Избр. произв. М.,1984. Т.1. С.328-329.
- Киплинг Р. Стихотворение. // Рассказы. Стихотворения. Л.,1989. С.342.
- Источники по истории хеттов. // Хрестоматия по истории древнего Востока. М.,1963. С.304-329.
- То же. // Хрестоматия по истории древнего Востока. М.,1980.Ч.1. С.263-293.
- Луна, упавшая с неба. Древняя литература Малой Азии. / Пер. с древнемалоазийских языков Вяч. Вс. Иванова. М., ХЛ. 1977. 317 стр. 30000 экз. (книга містить переклади з хатті, хеттської, аккадської, палайської, хурритської, лувійської, ієрогліфічної лувійської, фінікийської, лікійської, лідійської мов)

## Поезія
- Стихи разных лет. М., Радуга. 2005. 254 стр.